# Минчев, Никола (юрист)
Никола Георгиев Минчев — болгарский адвокат и политик  председатель 47-го Народного собрания.

## Биография
Родился 13 сентября 1987 года. в городе София. Выпускник на 91-й лингвистической  гимназии с изучением немецкого языка „Проф. Константин Гълъбов“ в Софии. С детства увлекается футболом.
В 2012 году окончил юридический факультет в Софийском университете "Св. Климента Охридский"  по специальности правоведение. Свободно говорит на английском и немецком языках.
С 2012 по 2021 работает в юридической фирме „DGKV“ (Джингов, Гугински, Кючуков и Величкова) .
На парламентских выборах в ноябре 2021 года был избран депутатом 47-го народного собрания по округу София24 от списка "Продолжаем перемены". 3 декабря 2021 года был избран председателем 47-го народного собрания .Был выдвинут коалицией „Продолжаем перемены“ . Получил с 158 голосов „за“, 1 голос „против“ , 72 депутата воздержались.

## Семья
Правнук Сирко Станчева, праправнук болгарского предпринимателя Николая Шавкулова
Женат с 2015, имеет двоих детей.